# Barriada Guaymí
Barriada Guaymí ist ein Corregimiento des Bezirks Almirante in der Provinz Bocas del Toro in Panama. Bei der Volkszählung im Jahr 2023 hatte es 4754 Einwohner. Das Corregimiento erstreckt sich über eine Fläche von 26,8 km².
Das Corregimiento wurde durch Gesetz Nr. 39 vom 8. Juni 2015 geschaffen.

## Orte
Im Corregimiento Barriada Guaymí befinden sich folgende Orte:
- Almirante
- Alto Refugio
- El Caracol o Barrio Guaymí No.2
- La Bomba
- Loma Quebrada o Los Piñeros
- Milla 2
- Milla 3
- Milla 4
- Milla 4 1/2
- Milla 5
- Miraflores
- Nuevo Paraíso
- Quebrada Limón
- Quebrada Nigua No.1